# Gorniès
Gorniès (okzitanisch Gornièrs) ist eine französische Gemeinde mit 107 Einwohnern (Stand: 1. Januar 2022) im Département Hérault in der Region Okzitanien (vor 2016 Languedoc-Roussillon). Sie gehört zum Arrondissement Lodève und zum Kanton Lodève. Die Einwohner werden Gorniésains oder Gornièssois genannt.

## Lage
Die Gemeinde Gorniès liegt an der Grenze zum Département Gard, etwa 36 Kilometer nordnordwestlich von Montpellier in den südlichen Ausläufern der Cevennen in der Schlucht der Vis. Umgeben wird Gorniès von den Nachbargemeinden Montdardier im Norden, Saint-Laurent-le-Minier im Norden und Nordosten, Cazilhac im Nordosten, Brissac im Osten, Saint-André-de-Buèges und Saint-Jean-de-Buèges im Süden sowie Rogues im Südwesten und Westen.

## Bevölkerungsentwicklung
| Jahr                       | 1962 | 1968 | 1975 | 1982 | 1990 | 1999 | 2010 | 2020 |
| Einwohner                  | 133  | 110  | 109  | 131  | 136  | 121  | 112  | 113  |
| Quellen: Cassini und INSEE |      |      |      |      |      |      |      |      |

## Sehenswürdigkeiten
- Kirche Mariä Himmelfahrt (Église de l'Assomption-de-Notre-Dame)
- Protestantische Kirche im Ortsteil Le Mas
- Höhlen